# Phare de Gasparilla Island
Le phare de Gasparilla Island (en anglais : Gasparilla Island Light) est un phare situé à l'extrémité sud de Gasparilla Island (en) à Boca Grande, dans le comté de Lee en Floride.

## Historique
Le phare de l'île Gasparilla a été construit en 1885 pour servir de phare arrière de Delaware Breakwater à Lewes au Delaware. En raison de l'érosion, le feu a été mis hors service en 1918.
La tour a été démontée en 1921 et remontée sur l'île de Gasparilla en 1927. Cependant, le feu n'a été allumé qu'en 1932, quand il a été mis en service en tant que feu d'alignement arrière pour Port Boca Grande, avec le feu directionnel de l’entrée principale à environ un mile du rivage dans le golfe du Mexique. Lorsque les deux phares, qui clignotaient à des rythmes différents, s'alignaient, les pilotes des navires comprenaient qu'il était temps de faire demi-tour pour entrer dans la passe de Boca Grande. Bien que le champ de vision antérieur ait été supprimé, le feu postérieur de Boca Grande reste en service aujourd'hui sous le nom de phare de l'île Gasparilla. Il s'agit d'une aide à la navigation gérée par l'équipe des aides à la navigation de la station de la Garde côtière américaine à St. Petersburg.
En 2014, l'United States Coast Guard a déclassé le phare mais a été transféré à la Barrier Island Parks Society en 2016. Celle-ci a procéder à la restauration du phare et à l'installation d'une réplique de lentille de Fresnel et a remis la phare en service en 2018.

## Description
Le phare est une colonne cylindrique métallique avec jambages à claire-voie portant galerie et lanterne de 30,5 m de haut. La tour est peinte en blanc.
Son feu isophase, à une hauteur focale de 32 m, un éclat blanc de 3 secondes par période de 6 secondes et un feu à secteurs rouge. Sa portée est de 12 milles nautiques (environ 22 km) pour le feu blanc et de 10 milles nautiques (environ 19 km) pour le feu rouge.

## Caractéristiques dufeu maritime
Fréquence : 6 secondes (W)
- Lumière : 3 secondes
- Obscurité : 3 secondes

Identifiant : ARLHS : USA-066 ; USCG : 3-1310 ; Admiralty : J3100.1 .

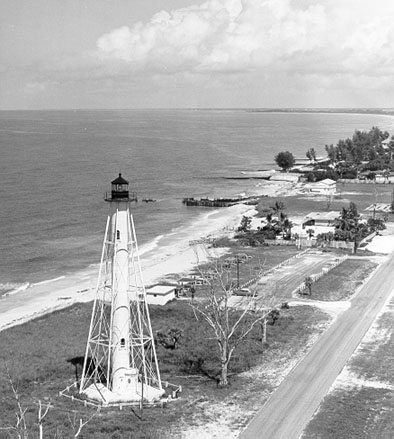
Le phare (photo USCG)
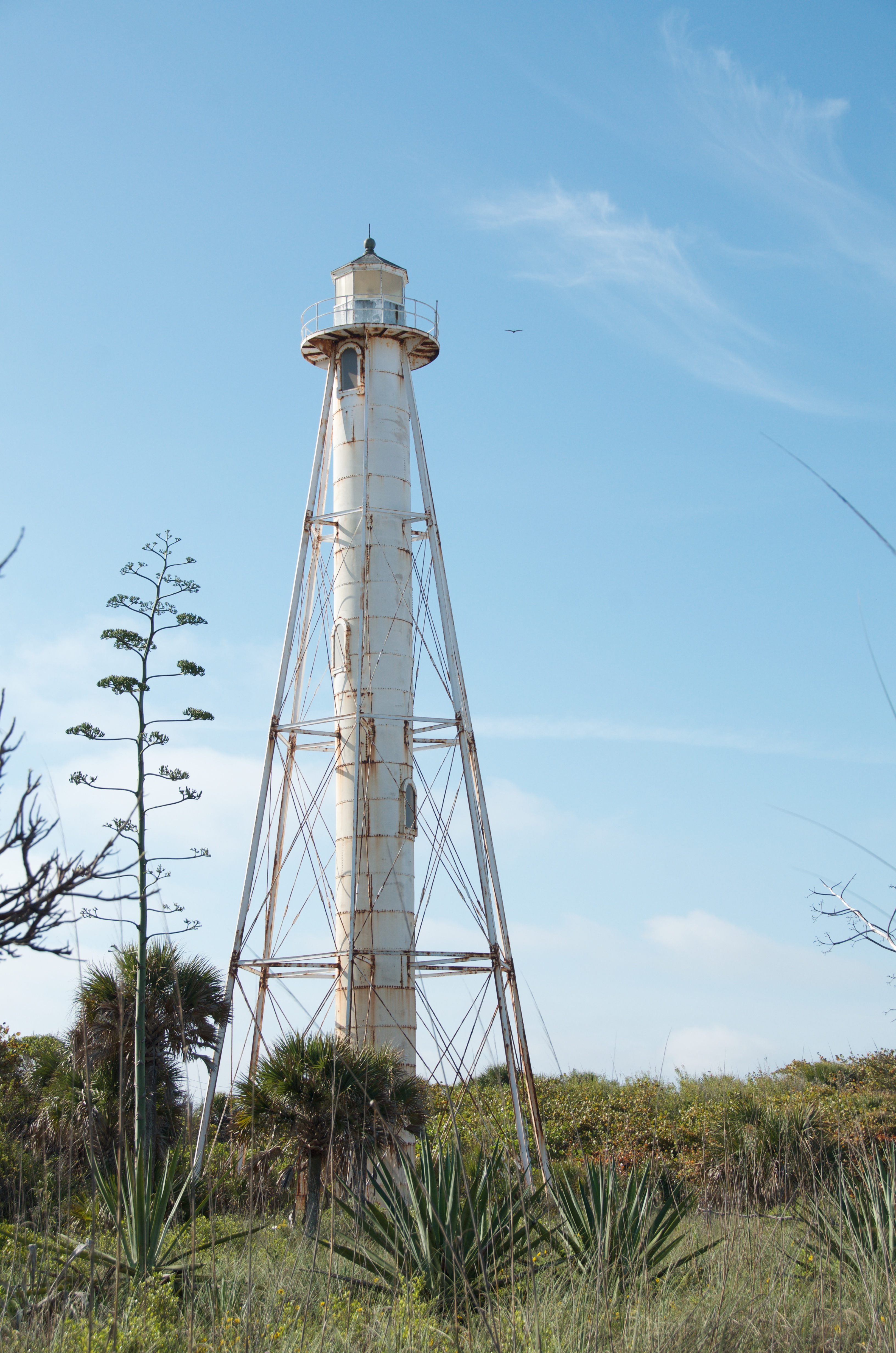
Le phare en 2015

### Lien connexe
- Liste des phares en Floride